# 箕面市立第六中学校
箕面市立第六中学校（みのおしりつ だいろくちゅうがっこう）は、大阪府箕面市にある公立中学校。
箕面市東部のニュータウン地区、および国際文化公園都市（彩都）のうち箕面市域の一部を校区とする。

## 沿革
- 1984年4月1日 - 箕面市立箕面第六中学校として、1年生のみで新設開校（従来の箕面市立第四中学校の校区を分離）。
- 1984年4月27日 - 校舎竣工式。この日を創立記念日とする。
- 1984年5月4日 - 標準服制定
- 1984年6月30日 - 校章決定
- 1987年2月2日 - 校歌制定
- 1993年11月 - コンピュータ教室設置
- 1996年 - 大阪府教育委員会から同和教育研究校に指定（2年間）。また 福祉教育協力校にも指定される（3年間）。
- 1998年5月1日 - スクールカウンセラー配置
- 2000年4月1日 - 新標準服制定

## 通学区域
- 箕面市立豊川北小学校と箕面市立東小学校の通学区域。

## 出身者
- 笠原健治（ミクシィ取締役会長）
- 辻竜太郎（オリックス・バファローズ打撃コーチ）
- 下平匠（プロサッカー選手、南葛SC）
- 田尻健（プロサッカー選手、AC長野パルセイロ)
- 福田翔大（陸上選手、ハンマー投）

## 交通
- 阪急バス 「尼谷」または「豊川支所前」ともに下車すぐ。
- 阪急バス 「小野原」または「小野原西」下車 北へ徒歩600m。
- 大阪モノレール彩都線 豊川駅 北西へ約1.7km。
- 阪急千里線 北千里駅 北東へ約3km。